# Fátima Torre
Fátima Torre Hütt (El Salvador, 16 de junio de 1988) es una actriz salvadoreña afincada en México. Inició su carrera como actriz, participando en importantes novelas, series y obras de teatro, sin embargo su nueva faceta como mamá la ha colocado como una de las influencers y podcasters más relevantes del momento en temas de estilo de vida, familia, viajes, moda y entretenimiento.

## Biografía
Fátima Torre nació el 16 de junio de 1988 en San Salvador, es hermana de los actores José María Torre y Andrea Torre.
Inicia su carrera como actriz en telenovelas infantiles como Cuento de Navidad y El diario de Daniela, también ha hecho participaciones especiales en producciones como María Isabel y Locura de amor.
En 2010 obtuvo una actuación estelar en la telenovela Soy tu dueña, por la cual ganó el premio TVyNovelas a "Mejor revelación femenina" de 2011. 
El 21 de octubre de 2017 se convirtió en mamá.

## Telenovelas
- Médicos, línea de vida (2019) - Érika
- Corazón que miente (2016) - Leticia Valdivia González "Lety"
- La tempestad (2013) - Karina
- Dos hogares (2011-2012) - Aurora Ballesteros
- Soy tu dueña (2010) - Iluminada Camargo
- La esposa virgen (2005) - Olivia Palacios
- Mujer de madera (2004-2005) - Paola
- Velo de novia (2003) - Flavia Morales
- Amor real (2003) - María Fernanda Heredia
- El juego de la vida (2001-2002) - Fátima Álvarez
- Locura de amor (2000) - Beatriz Sandoval (niña)
- Cuento de Navidad (1999) - Niña
- DKDA Sueños de juventud (1999) - Karla Rincón (niña)
- Por tu amor (1999) - Flor
- El diario de Daniela (1998-1999) - Fátima
- María Isabel (1997) - María Isabel (niña)
- Sentimientos ajenos (1996) - Sofía (niña)

## Series de TV
- Mujeres asesinas (2024) - Diana[1]
- Silvia Pinal, frente a ti (2019) - Tía Concha
- Como dice el dicho (2011) - Romy (1 episodio)
- Mujeres asesinas (2009) - Julia (joven) (episodio: "Julia, encubridora")
- La rosa de Guadalupe (2008-2010) - Edith/Liliana/Allison/Sol/Audrey/Arcelia (5 episodios)
- ¡Qué madre, tan padre! (2006) - Lucía (un episodio)
- Mujer, casos de la vida real (7 episodios, 1997-2005)

## Películas
- Los no invitados (2003) como Karina (14 años)
- Thalita y el Palacio de La Patrulla - La película 6: ¡Thalita y sus amiguitos de viaje por carretera! doblando Sirena Jenny y Milagros "Miss Milly/Señorita Mili" Trevino Marçal

## Programas de TV
- Me caigo de risa (2014, 2017)

## Teatro
- ¡Qué rico mambo!
- El juego que todos jugamos
- Una familia de 10
- La duda
- Sylvia
- Horas contadas
- 2:22 Una historia paranormal

## Premios y nominaciones

### Premios TVyNovelas
| Año  | Categoría                 | Programa/Telenovela | Resultado |
| ---- | ------------------------- | ------------------- | --------- |
| 2011 | Mejor revelación femenina | Soy tu dueña        | Ganadora  |